# 142.
◄ | 1. stoljeće | 2. stoljeće | 3. stoljeće | ►
◄ | 110-ih | 120-ih | 130-ih | 140-ih | 150-ih | 160-ih | 170-ih | ►
◄◄ | ◄ | 139. | 140. | 141. | 142. | 143. | 144. | 145. | ► | ►►
Astronomija • Književnost • Kršćanstvo

## Događaji
- Početak gradnje Antoninovog zida

## Vanjske poveznice
|  | Zajednički poslužitelj ima još gradiva o temi 142. |